# 郑炳林
郑炳林，兰州大学教授，敦煌学研究专家。主要从事敦煌学、中国史、西域文明等领域的研究。郑炳林担任《敦煌学辑刊》主编，还曾入选教育部“长江学者”特聘教授。现为兰州大学敦煌学研究所所长、敦煌与西域文明研究院院长，并担任中国史学会理事。